# Karancsberény, Nógrád
Karancsberény  este un sat în districtul Salgótarján, județul Nógrád, Ungaria, având o populație de 917 locuitori (2011). 

## Demografie
Componența etnică a satului Karancsberény
     Maghiari (99,3%)
     Alții (0,7%)
Componența confesională a satului Karancsberény
     Romano-catolici (76,66%)
     Fără religie (6,65%)
     Reformați (2,51%)
     Luterani (1,09%)
     Necunoscută (13,09%)
Conform recensământului din 2011, satul Karancsberény avea 917 locuitori. Din punct de vedere etnic, majoritatea locuitorilor (99,3%) erau maghiari.  Din punct de vedere confesional, majoritatea locuitorilor (76,66%) erau romano-catolici, existând și minorități de persoane fără religie (6,65%), reformați (2,51%) și luterani (1,09%). Pentru 13,09% din locuitori nu este cunoscută apartenența confesională.